# Lądek-Zdrój
Pour les articles homonymes, voir Lądek.
Lądek-Zdrój est une ville de Pologne, située dans le sud-ouest du pays, dans la voïvodie de Basse-Silésie. Plus ancienne ville d'eau de Basse-Silésie, elle est le chef-lieu de la gmina de Lądek-Zdrój, dans le powiat de Kłodzko.

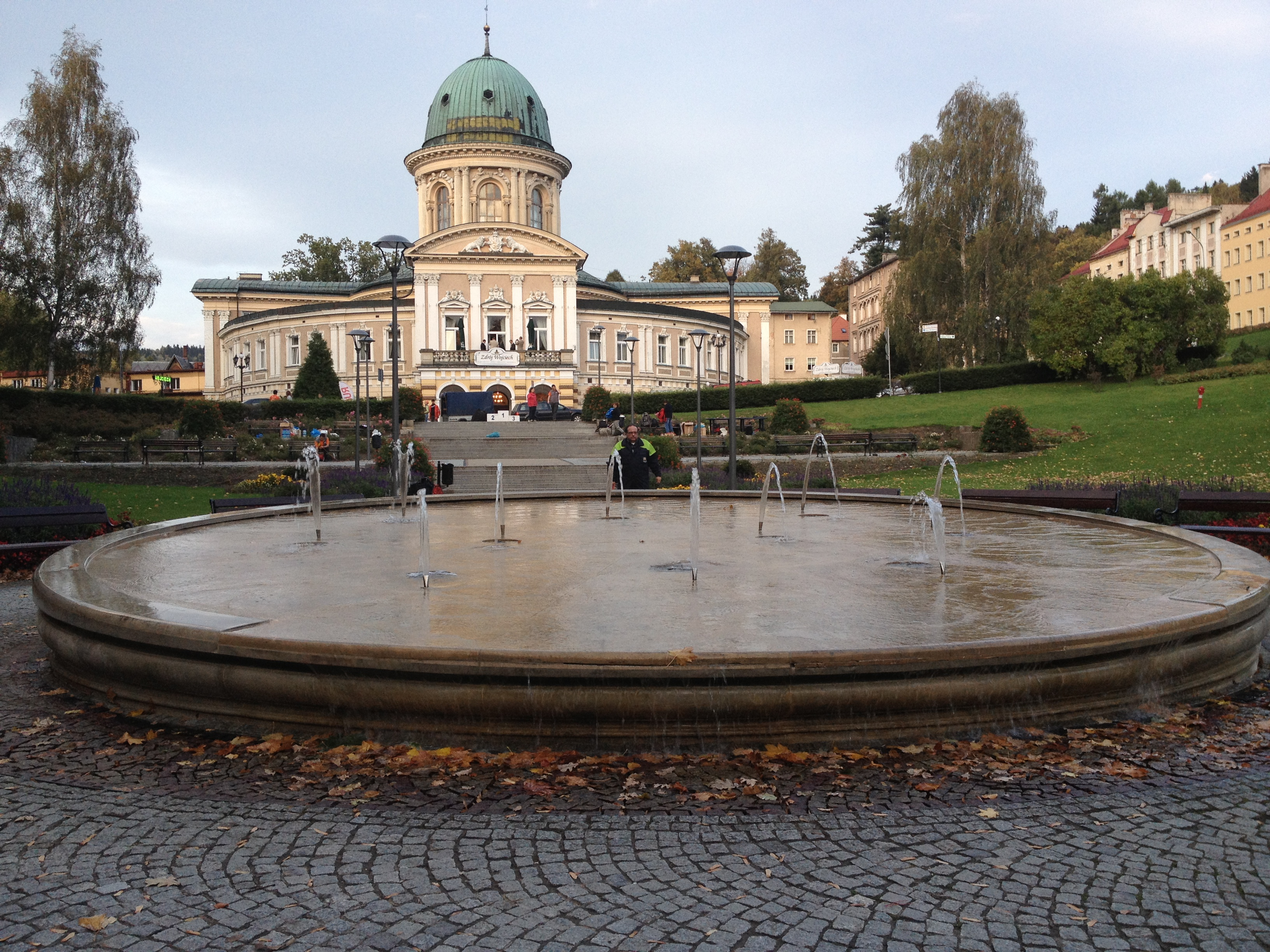
Sanatorium, vue du parc

## Histoire
De 1818 à 1945, Bad Landeck fait partie de l'arrondissement d'Habelschwerdt dans le district de Breslau au sein de la province de Silésie.